# Капушани
Капушани (слч. Kapušany) насељено је мјесто са административним статусом сеоске општине (слч. obec) у округу Прешов, у Прешовском крају, Словачка Република.

## Становништво
| Година:    | 1994. | 2004.   | 2014.   | 2024.   |
| ---------- | ----- | ------- | ------- | ------- |
| Број људи: | 1902  | 2090    | 2176    | 2156    |
| Разлика:   |       | +9,88 % | +4,11 % | -0,91 % |

| Година:    | 2023. | 2024.   |
| ---------- | ----- | ------- |
| Број људи: | 2147  | 2156    |
| Разлика:   |       | +0,41 % |

Према подацима о броју становника из 2024. године насеље је имало 2156 становника.